# 태목황후
태목황후 두씨(太穆皇后 竇氏, ? ~ ?)는 당 고조의 황후로 당 태종의 어머니다.

## 생애
두씨는 선비족의 귀족 출신으로 아버지 두의(竇毅)는 북주에서 정주 총관을 지냈으며 어머니는 북주 문제의 딸로 북주 무제의 누나인 양양장공주(襄陽長公主)였다. 두씨는 어린 시절을 북주의 황궁에서 지내며 외숙부 무제의 총애를 받았는데 어려서부터 책을 좋아하고 기억력이 좋았다. 무제는 정략결혼의 일환으로 돌궐의 공주를 아내로 맞이하고도 그녀를 소홀이 대했는데 두씨는 이를 보고 외삼촌에게 말했다. "중국은 아직 통일되지 않았고 돌궐의 힘은 막강합니다. 그러니 외삼촌께서는 황후 마마께 잘 대해주셔야 합니다. 돌궐의 도움이 있어야 강남과 북제에 맞설 수 있지 않겠습니까." 무제는 어린 조카의 충고를 받아들였다고 한다.
581년 양견이 북주를 멸하고 수나라를 건국하자 두씨는 외숙부를 구할 수 없는 것을 한탄하며 자신이 남자가 아닌 것을 분개했다. 두씨의 부모는 이런 딸의 비범함을 일찍부터 알아보고 그에 걸맞은 신랑감을 고르기 위해 만전을 기했다. 그리고 대문에 두 마리의 공작을 그린 그림을 걸어두고 화살로 공작의 눈을 정확히 맞추는 사람에게 딸을 주겠다고 했다. 수십 명의 젊은이가 도전했지만 모두 실패하고 유일하게 성공한 것이 이연이었다. 두씨는 이연과 결혼해 4남 1녀를 두었다. 그녀는 남편에게 자주 조언을 하며 정치 고문 역할을 했다. 일찍부터 두씨의 소문을 들었던 수나라의 상서 장손치는 동생 장손성에게 "그런 여인이 낳은 아이는 범상치 않을 테니 사돈을 맺도록 하라."고 충고했다. 장손성은 자신의 딸 장손씨를 두씨의 아들 이세민과 혼인시켜 사돈을 맺었다. 현명했던 장손씨는 두씨에게도 인정을 받아 원만한 고부관계를 쌓았다.
두씨는 남편이 제위에 오르는 것을 보지 못하고 죽었다. 이연은 즉위한 뒤 두씨에게 목(穆)이라는 시호를 내리고 다시 황후를 두지 않았다.

## 참고 문헌
- 샹관핑, 《중국사 열전, 후비 - 황제를 지배한 여인들》, 달과소, 2008